# Csak a zene (Neoton Família-album)
A Csak a zene a Neoton (itt már „Neoton Família”) 3. stúdióalbuma. Kétoldalas kinyitható borítóval került forgalomba. CD-n nem adták ki.

## Megjelenések
| Ország       | Formátum | Sorszám    | Kiadó  | Év   |
| ------------ | -------- | ---------- | ------ | ---- |
| Magyarország | LP       | SLPX 17537 | Pepita | 1977 |
| Magyarország | MC       | MK 7021    | Mega   | 1977 |

- Köszönjük Mr. Edison
- Boldog család
- Célfotó
- Nagyvárosi szerelem
- Szeress úgy!
- Csak a zene
- A riporter
- Bárcsak nálam lehetnél
- Önarckép
- A disco-királynő
- Ej, ej, kisember
- Hívlak
- A legutolsó dal

## Közreműködők
- Babos Gyula – gitár
- B. Tóth László – próza
- Deseő Csaba – szaxofon
- Dés László – szaxofon
- Friedrich Károly – trombon
- Gőz László – trombon
- Lerch István – szintetizátor
- Lukács Sándor – próza
- Sípos Endre – trombita
- Tomsits Rudolf – trombita